# 阿米特·罗希达斯
阿米特·罗希达斯（Amit Rohidas，1993年5月10日—），印度男子曲棍球运动员，2018年亚洲运动会男子曲棍球铜牌得主、2020年夏季奥运会男子曲棍球铜牌得主、2022年亚洲运动会男子曲棍球金牌得主。